# 驴儿
驴儿（？—1381年），元朝末年官员，蒙古人。
驴儿担任云南等处行中书省右丞。1381年（北元天元四年、明太祖洪武十四年），镇帅达里麻兵败于明朝，梁王把匝剌瓦尔密听说后，即同其母嘉僖可敦忽的斤等百余人乘舟至昆明池，对右丞驴儿、左丞达德说：“我是宗室，无归降之理。”命驴儿取毒药服用而死，妻儿皆从。驴儿、达德也号恸自杀。一时从死者差不多二百人。《新元史》把驴儿、达德当作一个人。